# 19025 Arthurpetron
19025 Arthurpetron è un asteroide della fascia principale. Scoperto nel 2000, presenta un'orbita caratterizzata da un semiasse maggiore pari a 2,4402466 UA e da un'eccentricità di 0,0858733, inclinata di 6,41570° rispetto all'eclittica.